# Kapchorwa (district)
Le district de Kapchorwa est un district de la région Est de l'Ouganda. Sa capitale est Kapchorwa.

## Histoire
Ce district a été créé en février 1962, peu avant l'indépendance de l'Ouganda. En 2005, il a été réduit de l'actuel district de Bukwa et en 2010 de celui de Kween.